# Green Day
Green Day är ett amerikanskt poppunkband bildat 1986 av Billie Joe Armstrong och Mike Dirnt. Bandet består nu av Billie Joe Armstrong (sång, gitarr), Mike Dirnt (bas), Tré Cool (trummor, slagverk) och Jason White (gitarr). Jason blev inte fullvärdig medlem förrän 2012 efter att ha spelat på konserter och som bakgrundssångare i tretton år. Tré Cool tog platsen som trummis efter att förra trummisen John Kiffmeyer slutade 1990, när de skulle spela in Kerplunk, Green Days andra studioalbum.
Det stora genombrottet internationellt kom 1994 med albumet Dookie. Singeln Longview blev genombrottslåten, även om singlarna Basket Case och When I Come Around kanske är de mest kända. Dookie är bandets mest sålda album hittills och har sålts i över 15 miljoner exemplar sedan det släpptes.
Albumet American Idiot (2004), togs emot väl av såväl kritiker som publik. Det har sålts i 14 miljoner exemplar världen över och 2005 vann bandet två Grammy Awards för "Bästa rockalbum" och "Årets album". På MTV Video Music Awards var de nominerade till åtta priser, och vann sju av dem. De vann även två priser på MTV Europe Music Awards samma år i kategorierna "Bästa rock" och "Bästa album".
Green Day har totalt sålt över 75 miljoner album världen över, varav 22 miljoner i USA. Deras album 21st Century Breakdown släpptes 15 maj 2009. Albumet fick blandad men mest positiv kritik. Albumet innehåller singlarna "Know Your Enemy", "21 Guns" och "East Jesus Nowhere".
År 2011 släpptes deras livealbum Awesome as F**k. En sommarkväll spelade de 10 helt nya låtar i Glasgow, och sedan dess har det ryktats om ett nytt Green Day album i mitten/slutet av 2012. Billie Joe tweetade den 14 februari att de skulle börja spela in i studion samma dag. Hösten 2012 släppte de tre helt nya album, ¡Uno!, ¡Dos! och ¡Tré!.
2015 valdes Green Day in i Rock and Roll Hall of Fame.

## Historia

### De tidiga åren
Billie Joe Armstrong och Mike Dirnt hade spelat tillsammans sedan femte klass när de 1986 bildade bandet Sweet Children. Senare samma år fick de sitt första gig på Rod's Hickory Pit, caféet där både Billie Joes mamma Ollie och även Mike jobbade. Det året fick de också sällskap av trummisen Al Sobrante. Som Sweet Children spelade de många gånger på 924 Gilman Street. 1989 bytte bandet namn till Green Day, som ungefär betyder "en dag då man sitter och slösar sin tid och röker marijuana". Under tiden hade 15-årige Frank Wright, mer känd som Tré Cool, spelat med bandet The Lookouts i tre år. I bandet spelade också Lawrence Livermore (även kallad Larry Livermore) som nyligen hade bildat sitt eget musikförlag, Lookout! Records och som senare skulle spela en stor roll i bandets historia. Av en slump skulle de två banden, The Lookouts och Green Day, spela på samma party. Enligt Livermore spelade Green Day i den mörka källarlokalen "som om de var The Beatles på Shea Stadium".
Han skrev kontrakt med Lookout Records på plats och 1990 släppte de sitt debutalbum 39/Smooth, följt av en EP; Slappy. 1991 gav man ut ett samlingsalbum från deras tidigare EP:s. Albumet fick namnet 1,039/Smoothed Out Slappy Hours (en blandning av namnen 1,000 Hours, 39/Smooth och Slappy). Sommaren som följde hann Mike gå ut high school, (Billie Joe hade redan hoppat av) innan de for på sin första turné. Strax efter att de hade kommit hem från turnén bestämde sig trummisen Kiffmeyer för att hoppa av bandet och satsa på college istället. Han ersattes nästan genast av Tré Cool, som Mike och Billie Joe kom ihåg från The Lookouts.
1991 var de åter tillbaka i inspelningsstudion och spelade in vad som kom att bli deras andra album, Kerplunk. Inspelad på fem dagar och med en budget på bara 1000 dollar sålde albumet överraskande i hela 30.000 exemplar till slutet av 1992. Detta slog alla Lookout! Records tidigare försäljningsrekord med råge. Blender Magazine har rankat Kerplunk som det 47:e bästa indierockalbumet någonsin. John Kiffmeyer trummar på de fyra sista spåren på detta album.
1993 hade Green Day hunnit med fem amerikanska och två europeiska turnéer. Deras popularitet bara växte och de kände att de var redo för större saker. Trion lämnade Lookout! Records och skrev kontrakt med det Warner-ägda Reprise Records i april 1993.

### Genombrottet
Green Day var nu återigen i inspelningsstudion, den här gången tillsammans med producenten Rob Cavallo. På fem veckor spelade de in sitt tredje album och sitt stora genombrott, Dookie. Albumet kom ut i butikerna i februari 1994 och blev en enorm succé. Det sålde över en miljon exemplar på bara några veckor. Den sommaren var bandet med i Lollapaloozafestivalen och i Woodstock '94. På Woodstock-festivalen ökade Green Day på sin popularitet genom att starta lerslagsmål med publiken. Det urartade, och de 35 000 fansen stormade scenen. I stridens hetta fick Mike tre tänder utslagna. I slutet av det året hade Dookie sålt över tio miljoner exemplar, och singeln Basket Case låg etta på listorna.

### Uppföljningen och framgångens pris
I början av 1995 spelade Green Day in låten J.A.R som ett soundtrack till producenten Rob Cavallos film Angus. Singeln läckte ut till radiostationerna flera veckor före den beräknade releasen. Detta ledde till en röra med stämningar och problem. Ändå lyckades de samma år släppa sitt fjärde album Insomniac, som blev hyllat av kritikerna, men som inte kom i närheten av Dookies succé.
Gänget tog sedan ledigt från turnerandet ett år och tillbringade sommarmånaderna med att spela in över 40 låtar. 18 av dem kom med på deras femte album, Nimrod. Bland dessa 18 fanns balladen Good Riddance (Time of Your Life), som dock hade spelats in tidigare och som var nära att vara med redan på Dookie. Låten fick blandade reaktioner hos fans och kritiker men den blev en populär sång på skolavslutningar och liknande arrangemang. Till exempel, spelades den i det allra sista avsnittet av komediserien Seinfeld och talkshowen Sen kväll med Luuk.
Efter över ett år av turnerande tog bandet en paus 1999 för att umgås mer med sina familjer och fundera över om man ville fortsätta spela. Billie Joe bildade ett eget skivbolag, Adeline Records, tillsammans med bland annat sin fru Adrienne där han släppte några singlar med sitt sidoband Pinhead Gunpowder. Mike gick med i bandet The Frustrators, som också släppte sin första singel på Adeline Records.

### Omstarten
Green Day beslutade att återförenas igen i oktober 1999 för en spelning på Annual Bridge School Benefit. De spelade den då helt nya låten "Warning". I april 2000 spelade de in fjorton nya låtar. Tolv av dem kom med på nya skivan som hette just Warning. Återigen var reaktionerna från fans och kritiker mixade. Det man dock var eniga om var att man menade att bandet verkade ha mognat ordentligt sedan sina tidigare dagar.
Efter Warning blev det några mellanår, där de med ungefär ett års mellanrum släpper två samlingsalbum. International Superhits! i november 2001 och Shenanigans i oktober 2002. På International Superhits! samlar gruppen samtliga singelsläppta låtar på en skiva, Shenanigans är en samling b-sidor. Vid den här tiden var det mycket nära att Green Day skulle splittras.
Sent 2003 startade ryktesspridningar och skriverier i media, när ett nytt band lanserades på Billie Joes skivbolag. The Network hette bandet, och de lät kusligt likt Green Day, vilket blev upphov till spekulationer.

### Comeback
I september 2004 släppte Green Day albumet American Idiot. Utformat som en rock-opera väckte det fansens nyfikenhet och blev en enorm framgång. Tack vare den nya framgången sköt försäljningen av deras tidigare skivor även i höjden. Bandet släppte fem singlar från albumet i ordning: "American Idiot", "Boulevard of Broken Dreams", "Holiday", "Wake Me Up When September Ends" och "Jesus of Suburbia". Hela skivan är menad som en historia om rebellen "Jesus of Suburbia". Den enda låten som enligt Billie Joe avviker från den röda tråden är "Wake Me Up When September Ends", som handlar om Armstrongs pappa Andy som dog i lungcancer när Billie var 10 år. Green Day planerar att släppa en film om karaktärerna i historien från albumet, men de har också fastställt att de inte kommer medverka själva.
Bandet släppte en live-DVD med namnet Bullet in a Bible den 15 november 2005, en blandning av deras två spelningar på National Bowl i Milton Keynes, Storbritannien inför cirka 65 000 fans per dag, och intervjuer med medlemmarna.

### Time-out och sidoprojekt
Den 25 september 2006 släppte Green Day, tillsammans med U2, en cover på "The Saints Are Coming". Den 27 juni 2007 medverkade Green Day på samlingsskivan Instant Karma för att hylla John Lennon och samla in pengar till behövande i Darfur. De bidrog där med en cover på Lennons "Working Class Hero". Green Day medverkade även i Simpsonsfilmen och gjorde ledmotivet till filmen, som senare släpptes som singel.
I december 2007 bildade de sidoprojektet Foxboro Hot Tubs, som slutligen resulterade i albumet Stop Drop and Roll!!! våren 2008 och efterföljande miniturné.
År 2009 hade musikalen American Idiot premiär i Berkeley, Kalifornien med Broadwaypremiär 2010. Den flerfaldigt prisbelönta musikalen baserar sig främst på albumet med samma namn och fick sin Europapremiär på Malmö Opera i februari 2015.

### Andra uppföljningen och stor världsturné
Uppföljaren till American Idiot är 21st Century Breakdown och släpptes den 15 maj 2009. Som förstasingel släpptes låten "Know Your Enemy" i april samma år, men den singel från albumet som blev överlägset mest framgångsrik, var "21 Guns", som släpptes i Sverige 7 juli 2009.
Efter det har Green Day släppt ett nytt album, vid namn av revolution radio och gjort en till världsturné

## Bandmedlemmar

### Nuvarande bandmedlemmar
- Billie Joe Armstrong – sång, gitarr (1987– )
- Mike Dirnt – basgitarr, bakgrundssång (1987– )
- Tré Cool – trummor, bakgrundssång (1990– )

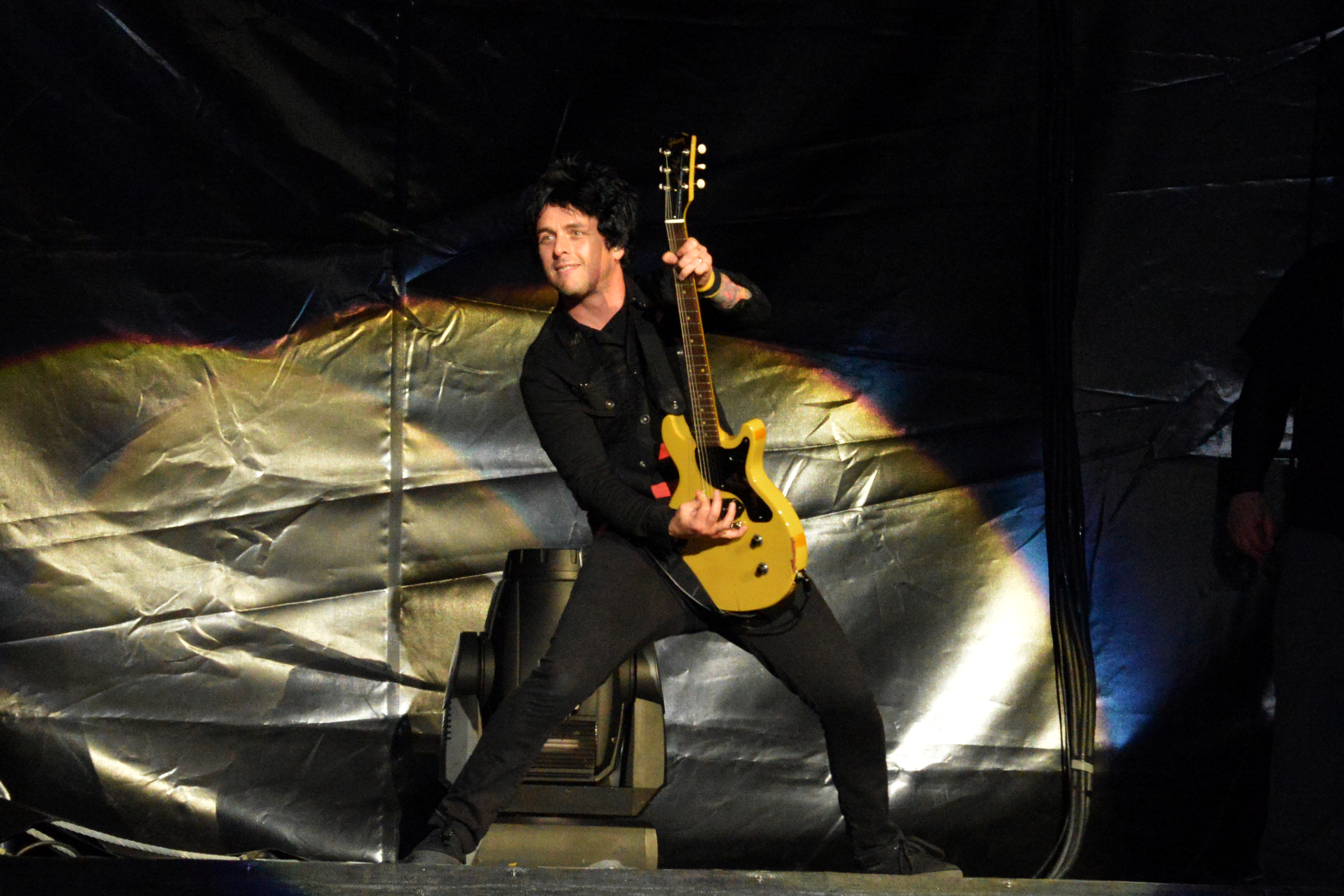
Billie Joe Armstrong med Green Day på Bråvalla festival 2013.

### Tidigare bandmedlemmar
- Raj Punjabi – trummor, bakgrundssång (1987)
- Sean Hughes – basgitarr, bakgrundssång (1987–1988)
- John Kiffmeyer (Al Sobrante) – trummor (1987–1990)
- Jason White – gitarr, bakgrundssång (2012–2016)

### Nuvarande turnémedlemmar
- Jason Freese – keyboard, piano, akustisk gitarr, trombon, saxofon, bakgrundssång (2003– )
- Jason White – gitarr, bakgrundssång (1999–2012, 2016– )
- Jeff Matika – gitarr, bakgrundssång (2009– )

### Tidigare turnémedlemmar
- Dave E.C – trummor (1990)
- Kurt Lohmiller – trumpet, slagverk, bakgrundssång (1999–2004)
- Ronnie Blake – trumpet, slagverk, bakgrundssång (2004–2005)
- Mike Pelino – gitarr, bakgrundssång (2004–2005)[17]
- Gabrial McNair – trombon, saxofon (1999–2001)
- Timmy Chunks – gitarr (1997–1999)

### Sessionmedlemmar
- Rob Cavallo – piano på American Idiot (2004)
- Stephen Bradley – trumpet på Nimrod (1997) och Warning (2000)
- Petra Haden – violin på Nimrod (1997)
- Gabrial McNair – trombon på Nimrod (1997)

## Diskografi

### Studioalbum
| År   | Albuminformation                                                           | Listplaceringar | Certifikat     |
| År   | Albuminformation                                                           | SWE             | Certifikat     |
| ---- | -------------------------------------------------------------------------- | --------------- | -------------- |
| 1990 | 39/Smooth - Släppt: 13 april 1990 - Skivbolag: Lookout!                    | —               |                |
| 1992 | Kerplunk - Släppt: 17 januari 1992 - Skivbolag: Lookout!                   | —               |                |
| 1994 | Dookie - Släppt: 1 februari 1994 - Skivbolag: Reprise                      | 3 (58 veckor)   |                |
| 1995 | Insomniac - Släppt: 10 oktober 1995 - Skivbolag: Reprise                   | 5 (16 veckor)   |                |
| 1997 | Nimrod - Släppt: 14 oktober 1997 - Skivbolag: Reprise                      | 36 (4 veckor)   |                |
| 2000 | Warning - Släppt: 3 oktober 2000 - Skivbolag: Reprise                      | 25 (5 veckor)   |                |
| 2004 | American Idiot - Släppt: 20 september 2004 - Skivbolag: Reprise            | 1 (80 veckor)   | - SWE: platina |
| 2009 | 21st Century Breakdown - Släppt: 15 maj 2009 - Skivbolag: Reprise          | 1 (49 veckor)   | - SWE: guld    |
| 2012 | ¡Uno! - Släppt: 21 september 2012 - Skivbolag: Reprise                     | 3 (7 veckor)    |                |
| 2012 | ¡Dos! - Släppt: 9 november 2012 - Skivbolag: Reprise                       | 10 (7 veckor)   |                |
| 2012 | ¡Tré! - Släppt: 7 december 2012 - Skivbolag: Reprise                       | 30 (2 veckor)   |                |
| 2016 | Revolution Radio - Släppt: 7 oktober 2016 - Skivbolag: Reprise             | 2 (2 veckor)    |                |
| 2020 | Father of All Motherfuckers - Släppt: 7 februari 2020 - Skivbolag: Reprise |                 |                |
| 2024 | Saviors - Släppt: 19 januari 2024 - Skivbolag: Reprise                     |                 |                |

### Livealbum
- Live Tracks (1994)
- Foot In Mouth (1996)
- Bowling Bowling Bowling Parking Parking (1996)
- Tune in Tokyo (2001)
- Bullet in a Bible (2005)
- Last Night On Earth (Live in Tokyo) (2009)
- Awesome As F**k (2011)
- Woodstock 1994 (2019)

### Samlingsalbum
- 1,039/Smoothed Out Slappy Hours (1990)
- International Superhits! (2001)
- Shenanigans (2002)
- Demolicious (2014)
- Greatest Hits: God's Favorite Band (2017)

### Singlar
- "Longview" (1994, Dookie)
- "Welcome to Paradise" (1994, Dookie)
- "Basket Case" (1994, Dookie)
- "When I Come Around" (1995, Dookie)
- "She" (1995, Dookie)
- "Geek Sting Breath" (1995, Insomniac)
- "Stuck with Me" (1995, Insomniac)
- "86" (1995, Insomniac)
- "Brain Stew / Jaded" (1996, Insomniac)
- "Walking Contradiction" (1996, Insomniac)
- "J.A.R. (Jason Andrew Relva)" (1995, filmen Angus soundtrack)
- "Hitchin' a Ride" (1997, Nimrod)
- "Good Riddance (Time of Your Life)" (1997, Nimrod)
- "Redudant" (1998, Nimrod)
- "Prosthetic Head" (1998, Nimrod)
- "Nice Guys Finish Last" (1999, Nimrod)
- "Minority" (2000, Warning)
- "Warning" (2000, Warning)
- "Waiting" (2001, Warning)
- "Macy's Day Parade" (2001, Warning)
- "Maria" (2001, International Superhits!)
- "Poprocks & Coke" (2001, International Superhits!)
- "Ha Ha You're Dead" (2002, Shenanigans)
- "I Fought the Law" (2004)
- "Shoplifter" (2004)
- American Idiot" (2004, American Idiot)
- "Boulevard of Broken Dreams" (2004, American Idiot)
- "Holiday" (2005, American Idiot)
- "Wake Me Up When September Ends" (2005, American Idiot)
- "Jesus of Suburbia" (2005, American Idiot)
- "The Saints Are Coming" (2006) (Med U2)
- "Working Class Hero" (2007)
- "The Simpsons Theme" (2007)
- "Know Your Enemy" (2009, 21st Century Breakdown)
- "21 Guns" (2009, 21st Century Breakdown)
- "East Jesus Nowhere" (2009, 21st Century Breakdown)
- "21st Century Breakdown" (2009, 21st Century Breakdown)
- "Last of the American Girls" (2010, 21st Century Breakdown)
- "When It's Time" (2010, American Idiot: The Original Broadway Cast Recording)
- "Oh Love" (2012, UNO!)
- "Let Yourself Go" (2012, UNO!)
- "Kill The Dj" (2012, UNO!)
- "Nuclear Family" (2012, UNO!)
- "Stray Heart" (2012, DOS!)
- "X-Kid" (2013, TRÉ)
- "Bang Bang" (2016)
- "Still Breathing" (2016)
- "Revolution Radio" (2017)
- "Back in the USA" (2017)
- "Father of All..." (2019)
- "Oh Yeah!" (2020)
- "I Was a Teenage Teenager" (2020)
- "Here Comes The Shock" (2020)